# Maître Gerhard
Maître Gerhard, né aux environs de 1210-1215 probablement à Reil et mort un 24 ou 25 avril vers 1271 à Cologne, né Gerhard von Rile latinisé en Magister Gerardus, est un maître maçon allemand, connu pour être le premier architecte de la cathédrale de Cologne, édifice de style gothique dont on lui attribue le plan d'ensemble.

## Biographie
Il est peut-être lié à la famille noble von Ryle présente au Moyen Âge dans la ville de Reil, au bord de la Moselle. Une famille Schillinge de Ryle ou Rile est également notée habitant hors les murs de Cologne depuis 1173, ses membres sont des ministériels attachés à l'archevêque de Cologne, et possèdent une maison de ville et une ferme dans la Marzellenstrasse ; à côté se trouve un vignoble qui est un temps propriété d'un Gerhard de Ryle, situé dans le secteur de la basilique Saint-Cunibert de Cologne qui dépend justement de la compétence ministérielle des Schillinge de Ryle.
Dans son histoire de l'architecture allemande (Geschichte der deutschen Baukunst, Berlin 1887), l'historien de l'art Robert Dohme émet l'hypothèse que Gerhard est le fils du brasseur Gottschalk de la ville de Riehl, alors située au nord de Cologne et aujourd'hui un de ses quartiers.

## Œuvre
Jusqu'en 1247, la vie de Gerhard ne peut être reconstituée qu'en s'appuyant sur son œuvre. Auparavant, on peut supposer qu'il a effectué ses années d'apprentissage et de formation itinérante sur les chantiers de la cathédrale de Troyes et de la Sainte-Chapelle à Paris. Un des architectes de la basilique de Saint-Denis, Pierre de Montereau, pourrait avoir été son enseignant. Gerhard aurait également été en contact avec Jean de Chelles, un des architectes de Notre-Dame de Paris.
Il est probablement contremaître (parlier) sur des chantiers du nord de la France avant que le chapitre de chanoines de la cathédrale de Cologne (de) fasse appel à lui comme maître d'œuvre (« rector fabricae » c'est-à-dire opifex).
Le 25 mars 1247, les autorités ecclésiastiques de la ville prennent la décision de construire une nouvelle cathédrale, le chantier débute officiellement l'année suivante, le 15 août 1248. Gerhard est mentionné pour la première fois en 1257 quand le chapitre de la cathédrale octroie au magistro gerardo lapicide rectori fabrice ipsius ecclesie, « en reconnaissance de ses mérites », une terre près de sa maison de la Marzellenstrasse avec bail emphytéotique,.
Hans Jürgen Rieckenberg pense que l'architecte de la cathédrale Gerhard est le Domherr (de) Gerhard, magister operis, qui a reçu ce titre de Domherr, chanoine capitulant, en 1260.
Peu après 1248, il épouse Gude, fille du maître de chai du Diacre de la cathédrale. En avril 1271, il meurt des suites d'une chute d'un échafaudage, dans des circonstances non éclaircies, lors d'une visite de chantier de la cathédrale. Il laisse trois fils : Wilhelm, Peter et Johann, et une fille, Elisabeth, qui tous entrent dans les ordres.

## Bibliographie de

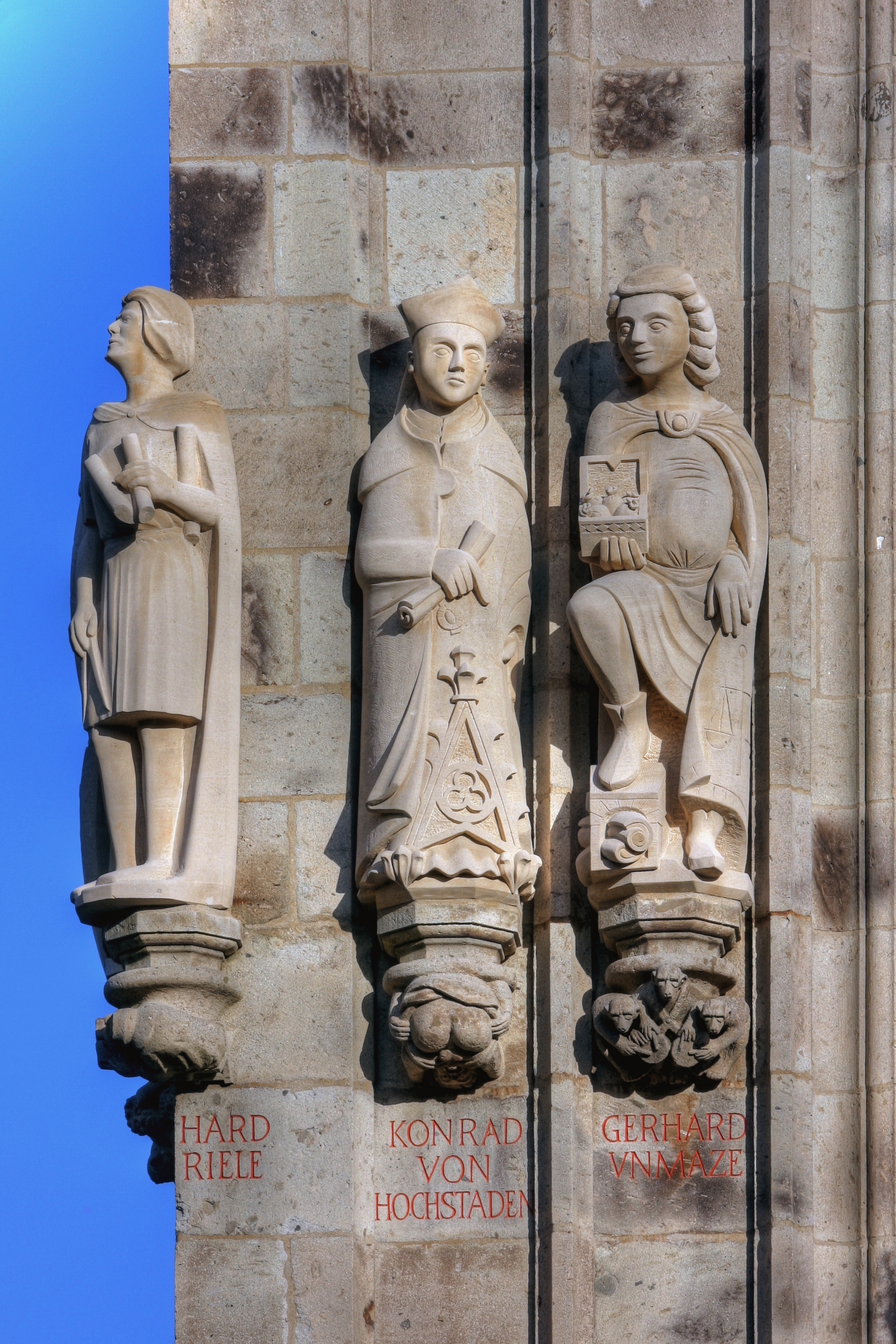
Une sculpture représente Gerhard (Riele à gauche) sur le beffroi de l'hôtel de ville de Cologne.